# Jurats de la Ciutat i Regne de Mallorca
Els Jurats de la Ciutat i Regne de Mallorca, o Juraria de la Ciutat i Regne de Mallorca, van ser la màxima institució de govern la ciutat i el regne des de la seva creació el 7 de juliol de 1249 fins a la seva abolició el 6 de setembre de 1718. Aquest òrgan col·legiat, encarregat del govern i l'administració, estava format per sis membres que representaven els diferents estaments socials: un cavaller (que actuava de jurat en cap), dos ciutadans, dos mercaders i un menestral.

## Creació i context històric
Jaume I els va establir el 7 de juliol de 1249 mentre estava a València, atorgant llicència a la ciutat de Mallorca per escollir sis jurats responsables del govern de l'illa. Els càrrecs tenien una durada anual, sense remuneració i sense possibilitat de renúncia. Els jurats formaven part de la Universitat de la Ciutat i Regne de Mallorca, juntament amb consellers del Gran i General Consell.
Els jurats tenien l'obligació de dedicar almenys dues hores al matí i dues a la tarda a la Casa o Sala de la Juraria, situada a la planta baixa de l'actual ajuntament de Palma, a la plaça de Cort. També estaven sotmesos a la prohibició que més de la meitat dels jurats abandonessin la ciutat simultàniament. Tot i les responsabilitats estrictes, gaudien de certs privilegis, com el dret de portar el penó reial durant la Festa de l'Estendard i de vestir gramalles de color púrpura finançades per la hisenda pública en cerimònies oficials.
Els jurats participaven en el Gran i General Consell, i per extensió, en el Consell Secret o Consell Menor, la comissió executiva del primer. Ambdós estaven presidits pel jurat en cap, que havia de pertànyer al braç militar. Aquesta institució va evolucionar al llarg dels segles fins a la seva dissolució el 1718, després de les reformes dels Decrets de Nova Planta.

## Funcions
- Defensa de les franqueses del regne: Aquesta és la funció principal del jurats. Des de l'any 1300 corresponia als jurats denunciar aquelles accions efectuades pel monarca o els seus representats, que entrassen en conflicte amb les franqueses del regne. Diversos privilegis al llarg dels segles atorgaven la potestat d'ignorar noves normes en disputa amb les primeres.[8]
- Facultat normativa: Malgrat no tenir potestat normativa, que depenia del monarca o dels seus representants, tenien la capacitat de crear ordenances que eren supervisades per la part reial. D'altra banda, eren els encarregats d'entregar el dictamen de les disposicions dels representants reials, malgrat no ser vinculant.[8]
- Gestió econòmica i tributària de la Universitat; Durant les primeres dècades de la constitució del regne, la Universitat es finançà amb la recaptació de diversos imposts directes. A partir del segle xiv començà a recaptar imposts indirectes, que havien de ser autoritzats pel monarca, fet que provocava malestar entre la Juraria i els representant reials. Així i tot, la situació econòmica de la Universitat sempre era bastant precària, i s'hagué de recórrer a noves talles directes, propostes pels jurats i aprovades pel Gran i General Consell. El pagament de les despeses de la Universitat eren efectuades pels clavaris, a petició dels jurats; i al menys des de 1321 es disposava d'una banca municipal on dipositar els diners de la institució municipal.[9]
- Administració de l'illa de Mallorca: Els jurats hagueren de fer front a múltiples àrees de gestió bàsica con són l'aplicació de normatives de salut pública a través de les morberies i els hospitals, la supervisió i manteniment dels sistemes de defensa, l'abastiment d'aliments, la promoció educativa i cultural, i la participació en els gremis.[8]
- Participació en la designació de funcionaris reials: La designació dels oficials reials de major rang sempre dependria del monarca, però el jurats podien participar en la designació dels funcionaris reials de la jurisdicció intermedia o inferior: els veguers ciutadans i forans, el batlle reial de la ciutat i de les viles i els assessors de tots aquests. A partir de 1326 el jurats són els responsables de l'elecció dels cònsols del Consolat de Mar i eren membres permanents del Consell de la Mercaderia.[8]

## Sistemes d'elecció

### Règim de la franquesa
Jaume I va crear el municipi orgànic de Mallorca el 7 de juliol de 1249, després de resoldre la dotació econòmica de la institució. Per això es va assignar al municipi el recapte de la taxa del morabatí. Tot i això, calgué rescindir el contracte previ amb un mercader, que fou indemnitzat. S'aconseguí finançar l'operació amb una societat interposada formada per onze persones, que van obtenir a canvi el dret d'explotar la taxa durant un període indefinit.
Entre 1249 i 1372, els jurats del Regne de Mallorca es regien per la Carta de privilegis i franqueses de Jaume I, amb un sistema de cooptació, confirmats pel batle i els seus consellers. Aquest sistema, que assegurava la representació d'un cavaller, es modificà el 1382, quan s'introduí el sorteig com a mecanisme de selecció. A partir de llavors, els sis jurats es distribuïren per estaments: un cavaller, dos ciutadans, dos mercaders i un menestral.
Amb Jaume II com a rei, el 1276, es van reafirmar les franqueses del regne, però l'alineament amb la dinastia capeta comportà la confiscació del regne per Alfons d'Aragó. El 1287, Alfons reorganitzà el sistema municipal, eliminà el jurat cavaller, limità les competències dels jurats a la gestió i imposà un major control reial a través del procurador.
Quan la dinastia mallorquina es restaurà el 1298, Jaume II intentà recuperar control amb les franqueses signades el juliol de 1300, on els jurats eren elegits per ell mateix en presència dels jurats sortints. Aquest inferència provocà malestar, però no fou fins al 1311, ja amb Sanç I, quan es retornà al sistema de cooptació, però amb la necessària supervisió del lloctinent general.
Després de la reincorporació del Regne de Mallorca a la Corona d'Aragó el 1343, Pere el Cerimoniós manà que les eleccions dels jurats es fessin per mitjà del Consell General, com es venien fent des d'una data imprecisa, amb el privilegi de 1249 on preveia la presència del batle i no del lloctinent. Malgrat tenir representació el Sindicat de Fora dins el Consell des de 1315, les eleccions dels jurats eren competència només dels jurats ciutadans. No obstant, el 1344 el monarca imposà pel càrrec una llista tancada de sis persones escollides per ell mateix, una situació que continuà durant dècades. La pragmàtica del 15 de desembre de 1373 disposà que els jurats es començaren a escollir d'entre els membres del Consell, seleccionats pel monarca i amb caràcter vitalici, assegurant un control estret d'aquest. A més, establia que l'elecció devia ser supervisada pel governador general (català o valencià) i no pel batlle mallorquí, com s'havia estat fent amb el privilegi de 1249. Fins al 1398, el sistema d’elecció es reformà freqüentment, combinant el sorteig amb mètodes tradicionals.

### Règim de la pragmàtica
El 1398, el rei Martí l'Humà, per mirar de posar fi als conflictes entre bàndols, imposà un sistema mixt d'elecció i atzar. Una novetat importat fou la participació de la Part Forana per primer cop en l'elecció dels jurats. D'altra banda, es proposà que la representació dels jurats es fonamentàs en les cinc parròquies de la ciutat (Santa Creu, Sant Miquel, Santa Eulàlia, Sant Nicolau i Sant Jaume) que governaven de manera rotativa cada any.
Els electors es seleccionaven a l'atzar entre els membres presents de la parròquia que exercia el govern aquell any i els candidats triats per aquests electors eren votats per majoria. Posteriorment, els nous consellers designaven els jurats el dia de Sant Tomàs (21 de desembre) seguint un complex sistema que combinava sorteig i votació entre els diferents estaments: a sort es triaven un cavaller que després elegia un jurat ciutadà; per la seva part l'atzar elegia dos ciutadans que nomenaven un jurat cavaller i un jurat mercader; després també a sort s'elegien dos mercaders que havien de triar un jurat ciutadà i un mercader; finalment s'extreia a sort un jurat menestral que elegia a un mercader.
Els règims de franquesa i de pragmàtica s'anaren alternant durant la primera meitat del segle xv, depenent de la voluntat i els pagaments que feien directament al monarca les diferents faccions. Finalment, el 17 de març de 1439 els distints bàndols arribaren a un acord, donada la inestabilitat dels governs que s'havien estat sofrint, i es comissionà al governador general Berenguer d'Oms per conformar un nou règim.

### Règim de la concòrdia
El règim de concòrdia promulgat per Alfons el Magnànim el desembre de 1440, reorganitzà el govern municipal per evitar els anteriors conflictes, combinant elecció per sorteig i supervisió dels registres de ciutadans aptes. Per escollir els nous jurats s'havien de reunir els jurats sortints i el Gran i General Consell, en presència del lloctinent general. A continuació, cada individu proposava dos candidats de l'estament militar al càrrec; i si algú rep més de 45 vots, era confirmat. El mateix passa amb el jurat menestral. En el cas dels jurats ciutadans i mercaders, es proposaven quatre noms i n'escollien dos.
Tot i promoure més equitat, el sistema només es mantingué fins al 1444. El motiu un altre cop, foren les lluites pel poder entre els bàndols de l'Almudaina i del Call. El cap d'aquest darrer i prestador del rei Alfons, Pere Descatlar, maniobrà pel restabliment del règim de franquesa després de pagar 10.000 al monarca.

### Règim desort i sac
El 27 de juliol de 1445, el rei Alfons, a través de la pragmàtica de Tívoli, va ordenar la institució del sistema de sort i sac o d'insaculació, però aquest no es va aplicar fins al 1447. Els jurats tornaren a ser sis, elegits a sort, amb una edat mínima de 29 anys, i s'hi va afegir una nova bossa per la Part Forana. Aquest sistema va ser el que més va perdurar en el temps, ja que es mantingué fins a la desaparició d'aquesta institució municipal el 1718, com a conseqüència del Decret de Nova Planta.
Hom ha indicat que l'èxit d'aquest règim es devia al fet que era més senzill controlar o manipular el contingut dels sacs dels elegibles que no pas pagar al monarca cada cop que es volia canviar el sistema, com succeïa anteriorment.

## Abolició

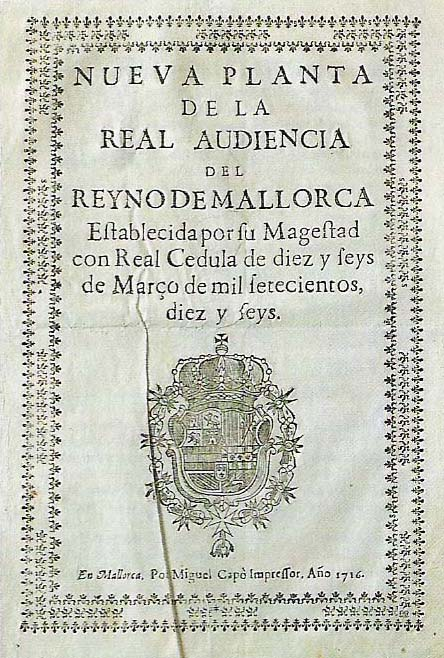
El Decret de Nova Planta va suprimir la institució dels jurats.

La Juraria va restar vigent fins al Decret de Nova Planta del 28 de novembre de 1715, publicat el 16 de març de 1716. Aquest decret establí que el nou govern de Palma corresponia a 20 jurats, i 12 a Alcúdia, ambdós per designació reial. Pel que fa a les viles de la Part Forana, el nombre de jurats passava a dependre de la seva població i eren designats per la Reial Audiència.
Durant la transició al nou sistema, la Juraria continuà en funcions per ordre del marquès de Lede, capità general de Mallorca sota el govern borbònic. Mentrestant, la reial ordre del 18 d'agost de 1717 determinà que els nous jurats assumissin els seus càrrecs; però el compliment d'aquesta disposició s'ajornà fins a saber quin òrgan havia de representar el regne. Finalment, mitjançant la Real Resolución de San Lorenzo el Real del 22 de juliol de 1718, es donà per extingida no només la Juraria, sinó també el Gran i General Consell com a òrgan representatiu del regne. Així, els jurats esdevingueren simples regidors de l’ajuntament de Palma, amb jurisdicció limitada només a aquesta ciutat.
Aquesta situació comportà un buit normatiu sobre qui havia de continuar administrant aspectes que no es podien abordar des dels nous òrgans municipals i les seves competències reduïdes. La Reial Audiència anà resolent alguns dels problemes derivats d'aquesta situació, però la realitat feu que els regidors i els síndics clavaris de la Part Forana recuperassin algunes de les seves atribucions fins a la creació el 1835 de la Diputació Provincial de Balears.